# 상혜
상혜(常惠, ? ~ 기원전 47년)는 전한 후기의 군인으로, 태원군 사람이다.

## 생애
집안이 가난하여, 자원하여 이중감(栘中監) 소무를 따라 흉노에 사자로 갔다가 억류되었고, 소제 때 송환되었다. 소제는 상혜의 절개를 높이 사 광록대부에 임명하였다. 이때, 오손이 흉노의 침입을 받아 오손공주가 한나라 조정에 구원을 요청하는 편지를 보냈다. 한나라에서는 말을 모아 흉노를 치려 하였는데, 때마침 소제가 붕어하고 선제가 즉위하면서 흐지부지되었다.
본시 2년(기원전 72년), 오손에 사자로 파견되었다. 공주와 곤미(昆彌) 옹귀미는 사람을 통하여 상혜에게 사태의 위급함을 다시 알렸고, 이에 한나라에서는 기병 15만 명을 동원하고, 전광명·조충국·전순·범명우·한증을 장군에 임명하여 출진시켰다. 상혜는 교위에 임명되어 부절을 갖고 오손군을 통솔하였고, 곤미 또한 몸소 기병 5만여 명을 이끌고 종군하여, 우록리왕(흉노 서남부를 관리하는 흉노의 제후왕)의 아정을 쳐서 선우의 아버지뻘 되는 사람들·형수·거차(居次)·명왕(名王) 이하 39,000명을 잡는 전과를 올리는 한편 수많은 가축을 노획하였다.
그런데, 병졸 10여 명을 이끌고 곤미를 따라 귀환하던 길에 오손 사람들에게 인수를 도둑맞고 말았다. 한나라에 돌아온 상혜는 죽을 죄를 지었다고 사죄하였으나, 이때 흉노가 싸우지 않고 달아나는 바람에 조충국을 비롯한 다섯 장군들은 전과가 미미했고, 상혜와 곤미가 이끈 오손군만 전과를 올렸기 때문에, 도리어 공을 인정받아 장라후(長羅侯, 장라는 진류군에 속한 지역으로 현재의 허난성 창위안현 일대)에 봉해졌다.
한나라에서는 공을 세운 오손인들을 위한 포상금 또한 준비하였고, 상혜는 포상금을 전달하러 다시 사자로 파견되었다. 이때, 예전에 구자국에서 한나라 교위 뇌단(賴丹)을 죽인 일을 들어 가는 김에 구자국을 치자고 하였는데, 선제는 허락하지 않았으나, 대장군 곽광은 편의대로 하라고 에둘러 일렀다.
상혜는 사졸 5백 명을 이끌고 오손에 갔고, 일을 마치고 돌아오는 길에 서역의 병력 2만 명을 모았다. 또 부사(副使)를 시켜 구자국 동쪽에서 2만 명을 모으고, 오손의 병사 7천 명을 더 모아 세 방면에서 구자국을 칠 준비를 하였다. 공격을 시작하기 전에 구자국 왕에게 예전에 한나라 교위를 죽인 것을 책망하는 글을 보냈는데, 왕은 선왕 때의 귀인 고익(姑翼)이 벌인 일이라고 변명하였다. 상혜는 고익을 자신에게 보내면 용서해 주기로 약속하고, 왕이 고익을 보내니 그를 죽이고 돌아갔다.
나중에 소무가 전속국이 되었을 때, 상혜는 외국의 일에 정통하여 여러 공을 세웠다. 감로 연간에 후장군 조충국이 죽었을 때에는 우장군에 임명되었고, 선제의 뒤를 이은 원제 또한 섬기다가 죽었다. 시호를 장무(壯武)라 하였고, 아들 상성이 작위를 이었다.

## 출전
- 반고, 《한서》 권17 경무소선원성공신표·권70 부상정감진단전